# Семен Дежньов (фільм)
«Семен Дежньов» (рос. «Семён Дежнёв») — радянський художній фільм 1983 року, режисера Миколи Гусарова. Історико-біографічна картина про московського мандрівника XVII століття Семена Дежньова, першовідкривача нових сибірських земель.

## Сюжет
Великий Устюг початку XVII століття. Семен Дежньов закохується в дочку багатого купця — Авдотью, але наречений бідний. Батько дівчини ставить умову: Семен повинен поїхати в Сибір і розбагатіти — тільки тоді він отримає згоду на одруження. Дежньов погоджується, ще не знаючи, що в цю хвилину вибирає свою долю. Хоч він і витримав випробування, але до Авдотьї не повернувся. Життя його — важке, повне небезпек — було віддане служінню Московії. В середині XVII століття (за 80 років до Вітуса Берінга) він знайшов протоку «з теплого моря в холодне»: вийшов з гирла Колими і долаючи незліченні тяжби, морем доплив від Кам'яного пояса до кінцевої східної точки Євразійського материка в Тихий океан. Він першим виявив, що азійський і американський материки розділені водним простором. Дежньову вдалося закріпити за Московією нові землі на сході, його ім'я з'явилося на географічних картах: мис, названий колись Великий Кам'яний Ніс отримав нове ім'я — мис Дежньова.

## У ролях
- Олексій Булдаков —  Семен Дежньов
- Леонід Неведомський —  Михайло Стадухин
- Віктор Григорюк —  Герасим Анкудинов
- Олег Корчиков —  Федот Попов
- Маргарита Борисова —  Абакаяда
- Іван Краско —  купець Гусельников
- Ольга Сіріна —  Авдотья
- Микола Гусаров —  Тимошка
- Степан Ємельянов —  Атамай
- Геннадій Юхтін —  Коткін
- Болот Бейшеналієв —  Сахей
- Аліса Виноградова —  епізод
- Людмила Макарова —  епізод
- Юрій Новохіжин —  епізод

## Знімальна група
- Режисер —  Микола Гусаров
- Сценарій — Ярослав Філіппов
- Оператор — Володимир Макеранець
- Композитор — Олексій Муравльов